# Acquafredda

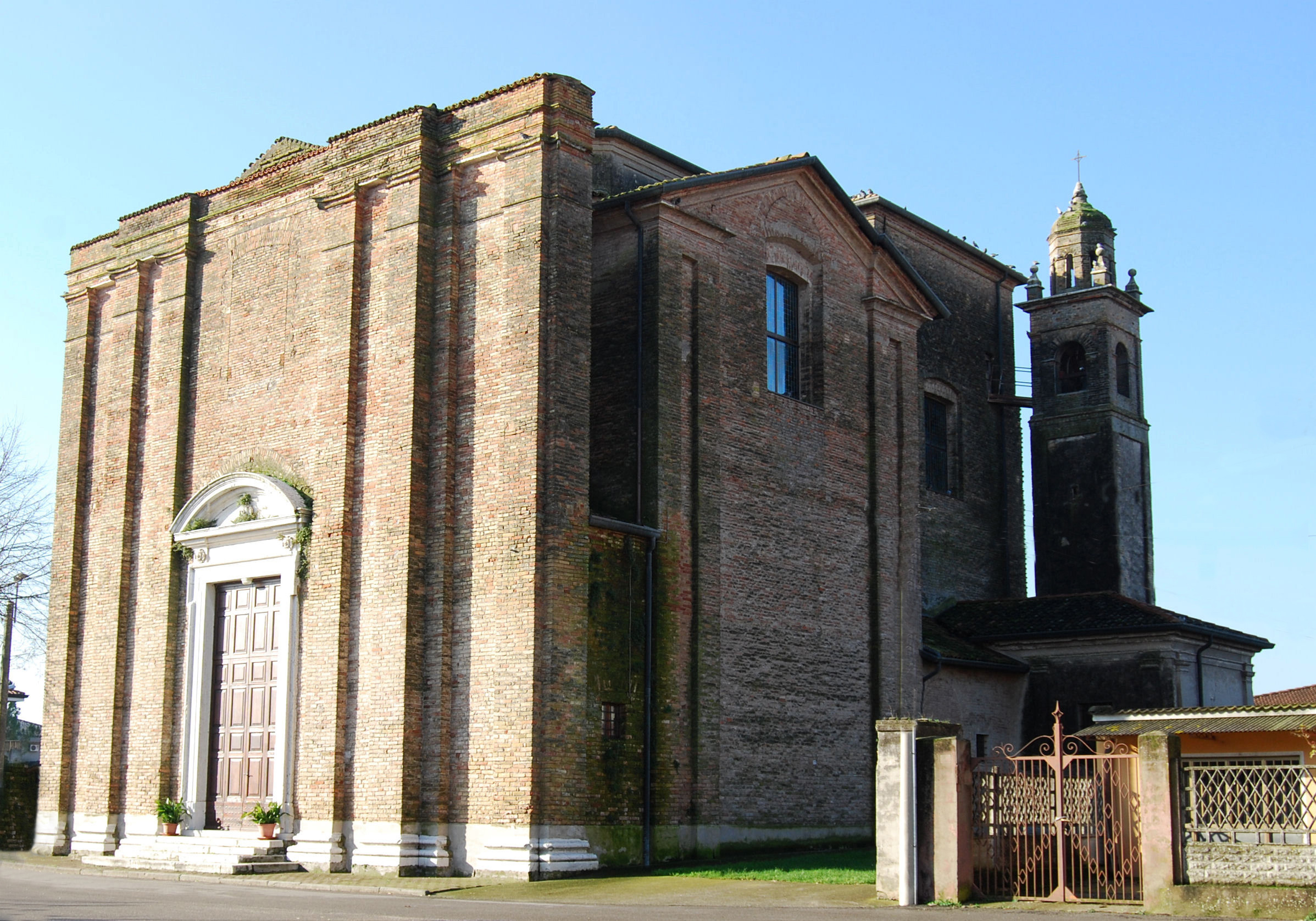
Pfarrkirche San Biagio

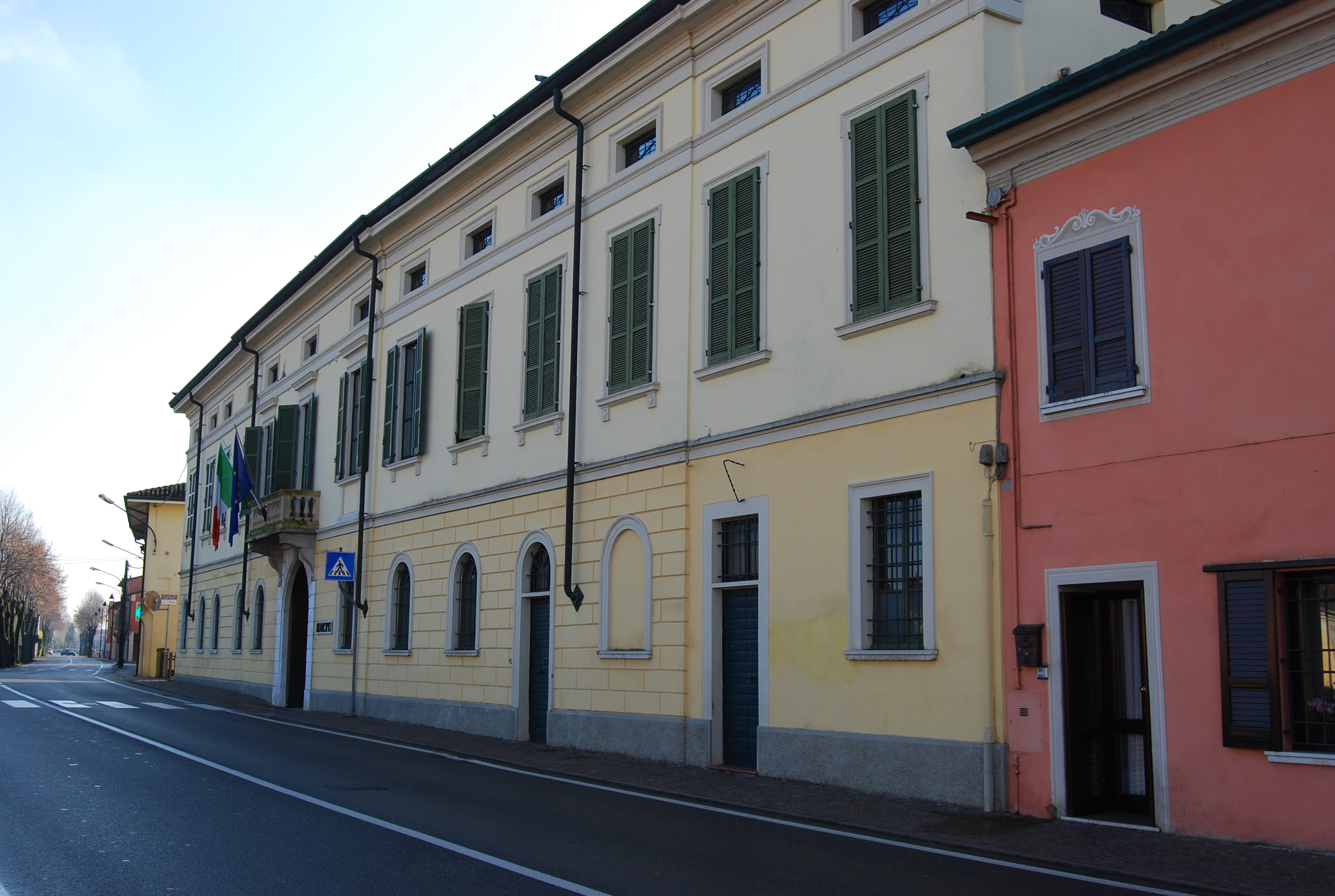
Gemeindehaus

Acquafredda ist eine norditalienische Gemeinde (comune) mit 1550 Einwohnern (Stand 31. Dezember 2023) in der Provinz Brescia in der Lombardei. 

## Geographie
Die Gemeinde liegt etwa 29 Kilometer südöstlich von Brescia am Chiese und grenzt unmittelbar an die Provinz Mantua. Nachbargemeinden sind: Calvisano, Carpenedolo, Casalmoro (MN), Castel Goffredo (MN), Remedello und Visano.

## Verkehr
Durch die Gemeinde führt die Strada Statale 343 Asolana von Parma nach Castiglione delle Stiviere.

## Sehenswürdigkeiten
- Pfarrkirche San Biagio

## Persönlichkeiten
- Girolamo Muziano (1528–1592), Maler.